# Mura di Ragusa
Le mura di Ragusa (in croato Dubrovačke gradske zidine) sono una serie di fortificazioni difensive in pietra che circondano la città croata di Ragusa. Furono costruite alla periferia della città, comprese tra le pendici delle montagne, come parte di un insieme di statue a partire dal 1272. Ciò che rimane di esse risale ai secoli XIII-XVII. Le mura si estendono per un percorso ininterrotto di circa 1 940 metri (6 360 ft) di lunghezza, circondando gran parte della città vecchia, e raggiungono un'altezza massima di circa 25 metri (82 ft)
I rifugiati provenienti da città distrutte come Epidauro fuggirono in quella che sarebbe diventata l'insediamento difensivo di Ragusa, rivelatasi un rifugio a seguito della costruzione delle mura cittadine. Le mura erano rinforzate da tre torri circolari e quattordici quadrangolari, cinque bastioni, due fortificazioni angolari e dalla grande Fortezza di San Giovanni. Le mura di terraferma vennero inoltre rinforzate da un bastione più grande e da nove bastioni semicircolari più piccoli, come la casamatta del Forte Bokar, il più antico forte di questo tipo conservato in Europa. Il fossato che si estendeva attorno alla parte esterna delle mura cittadine, armato di oltre 120 cannoni, garantiva un'ottima capacità di difesa della città.
Nel 1979 la città vecchia di Ragusa, che comprende una parte sostanziale delle vecchie mura, è entrata a far parte della lista dei patrimoni dell'umanità dell'UNESCO. Queste mura sono una delle attrazioni turistiche più popolari della Croazia, con oltre 1,2 milioni di visitatori nel 2019.

## Le antiche mura cittadine

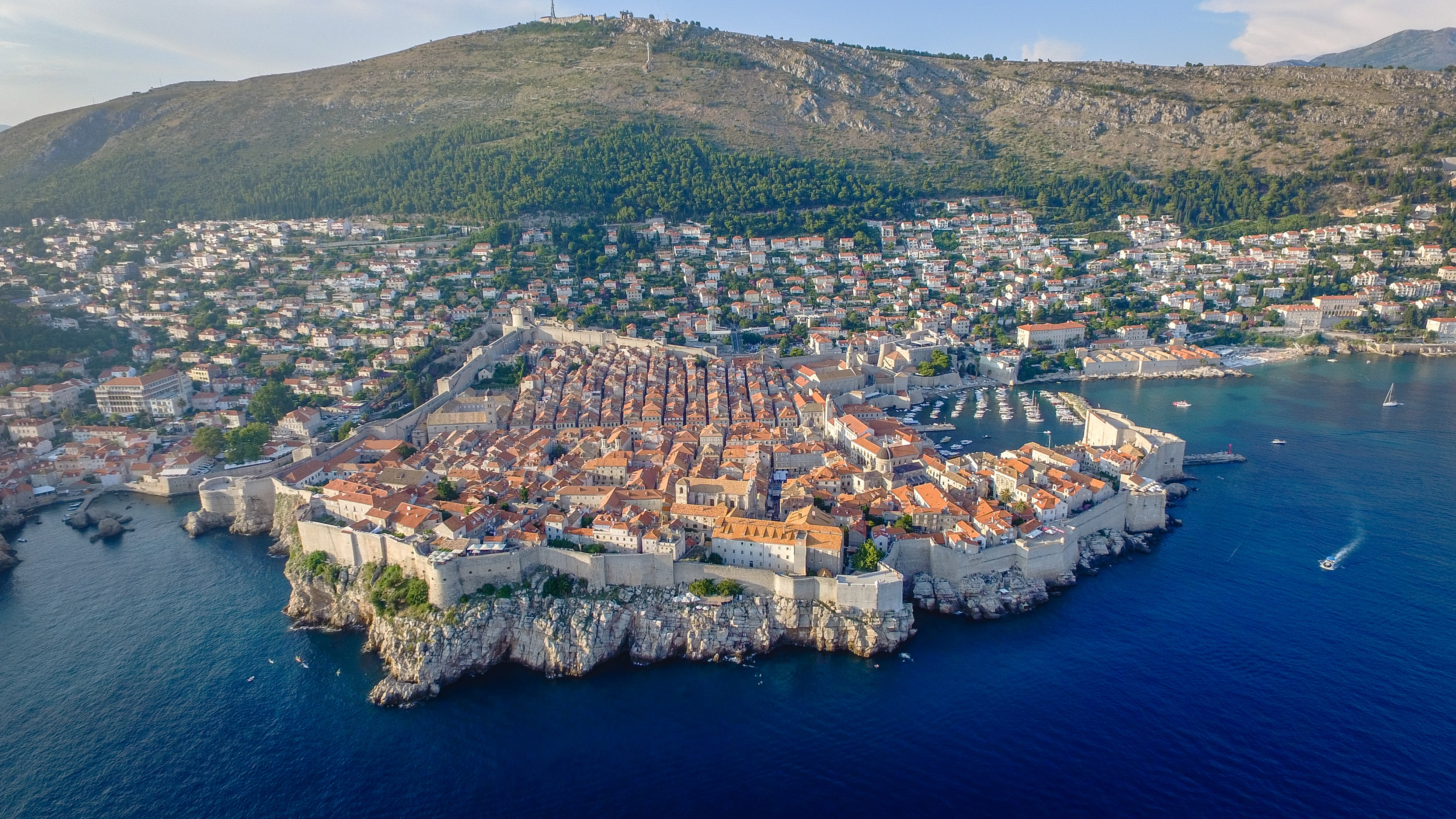
Vista da sud delle mura cittadine e della città. La forma attuale delle mura fu definita in seguito al devastante incendio del 1292.

La costruzione delle prime fortezze in pietra calcarea attorno alla città iniziò nell'Alto Medioevo, verso la fine dell'VIII secolo. Tuttavia, le antiche cronache riportano che un castello esisteva già da molto tempo prima sulla penisola di Lave.
La città si espanse inizialmente verso la parte orientale disabitata dell'isolotto, motivo per cui l'attuale nome della parte sudorientale della città, vicino alla Fortezza di San Giovanni, è Pustijerna, toponimo che deriva dall'espressione latina post terra ("fuori città"). Nel IX e X secolo la cinta muraria racchiudeva la parte orientale della città. Quando il canale marino che separava la città dalla terraferma fu riempito di terra nell'XI secolo, la città si fuse con l'insediamento sulla terraferma e presto fu costruito un unico muro attorno all'area dell'attuale centro cittadino.
Nello stesso periodo Ragusa e i suoi dintorni vennero descritti come parte dell'entità croata (Grwasiah) in una delle opere del famoso geografo arabo Muhammad a l-Idrisi intitolata Nuzhat al-Mushataq fi ikhtiraq al-afaq ("Gioia per coloro che desiderano navigare per il mondo") del 1154. Essa infatti menziona Ragusa come la città più a sud del "paese di Croazia e Dalmazia".

## Le mura cittadine moderne
La struttura odierna delle mura fu progettata seguendo un piano urbanistico di base risalente al 1292, quando la città fu ricostruita dopo un incendio ai tempi del dominio veneziano. il culmine della costruzione durò dall'inizio del XV secolo fino alla seconda metà del XVI secolo, durante la fase di indipendenza della Repubblica di Ragusa, ad opera di architetti e costruttori italiani e croati. Essendo costruite in modo molto solido, le mura non furono generalmente danneggiate dal forte terremoto che si verificò nel 1667. Il più grande stimolo per lo sviluppo continuo e per le riparazioni e i lavori di emergenza delle fortezze ragusee venne come risultato del pericolo di un attacco inaspettato da parte delle forze militari ottomane, soprattutto dopo la conquista di Costantinopoli avvenuta nel 1453. La città era anche sotto il rischio latente di un attacco da parte dei veneziani. Per secoli i ragusei sono riusciti a preservare la loro città-repubblica grazie a un'abile manovra tra Oriente e Occidente. Un trattato strategico con la Turchia protesse la libertà di Ragusa e le offrì un importante ruolo commerciale tra l'impero ottomano e l'Europa.
Il parallelogramma irregolare che circonda Ragusa è costituito, nei suoi punti più importanti, da quattro possenti fortezze. A nord si trova la possente torre circolare di Minčeta, mentre sul lato est del porto cittadino si trova la fortezza di Revelin. L'ingresso occidentale della città è protetto dal forte Bokar, mentre la solida e indipendente Fortezza di San Lorenzo (conosciuta anche come Lovrijenac) protegge il lato occidentale della città da possibili attacchi via terra e via mare. La grande e complessa Fortezza di San Giovanni si trova sul lato sudest della città.

### Le mura di terra
Il muro principale sul lato terra raggiunge dai 4 metri (13 ft) ai 6 metri (20 ft) di spessore e, in certi punti, le pareti raggiungono fino a 25 metri (80 piedi) di altezza. Le mura di terra si estendono dal forte Bokar a ovest fino alla fortezza distaccata di Revelin a est. Sul lato terra, il muro è protetto da una serie aggiuntiva di muri di sostegno inclinati come difesa contro il fuoco dell'artiglieria, in particolare contro possibili attacchi ottomani.

#### Le porte

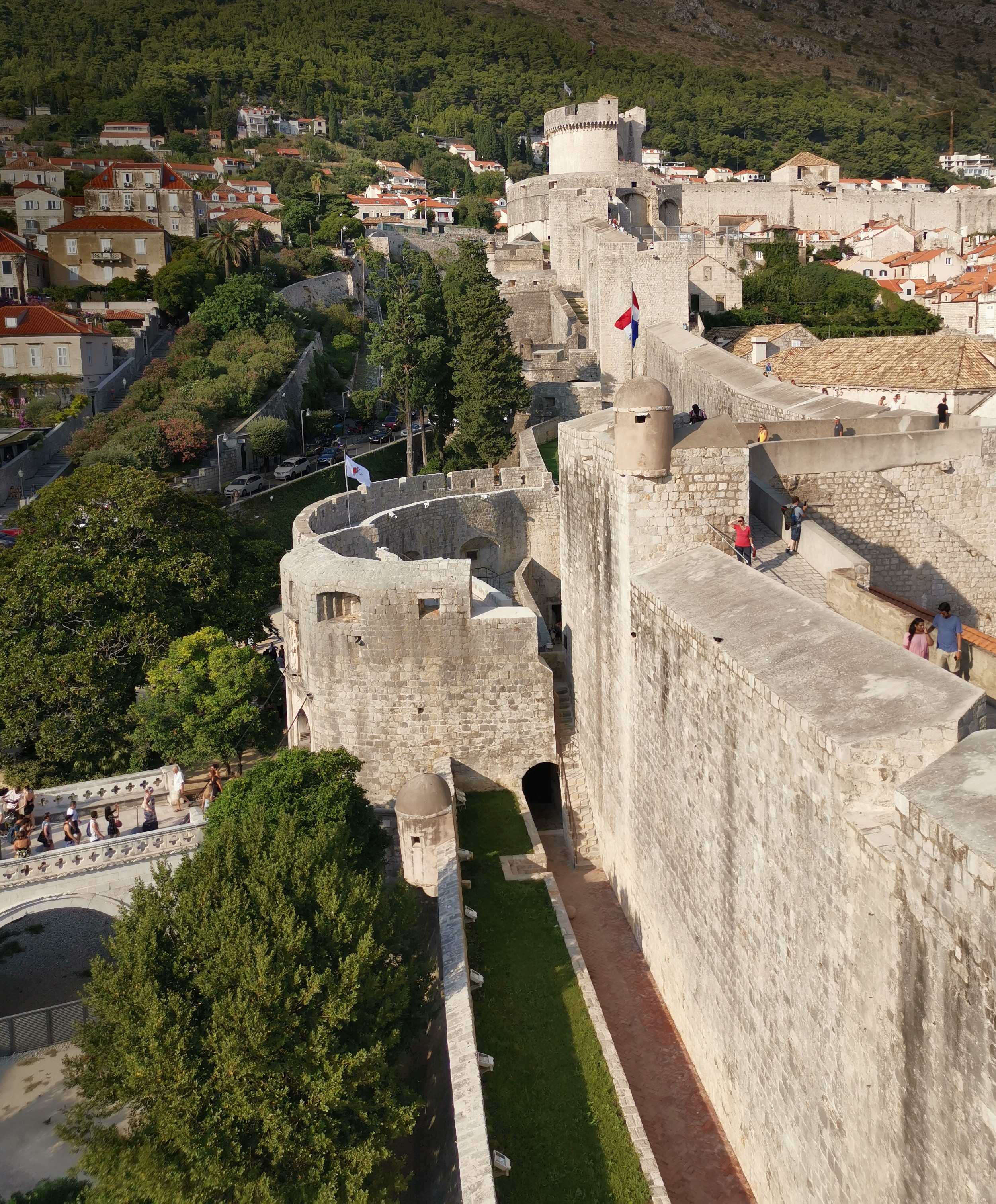
Le mura occidentali e la porta di Pile

La città ha quattro porte cittadine: due che conducono al porto e due (con ponti levatoi) che conducono alla terraferma. Durante la dominazione austriaca furono inaugurate altre due porte.
La comunicazione con il mondo esterno sulla terraferma era mantenuta attraverso due porte cittadine principali ben protette, una situata sul lato occidentale della città e l'altra sul lato orientale. Questi ingressi vennero costruiti in modo che le comunicazioni con la città non potessero essere effettuate direttamente: il messaggero doveva entrare attraverso più porte e percorrere un passaggio tortuoso, il ché è prova delle misure di sicurezza adottate come ultima difesa contro la possibilità di un attacco inaspettato.

##### Porta di Pile

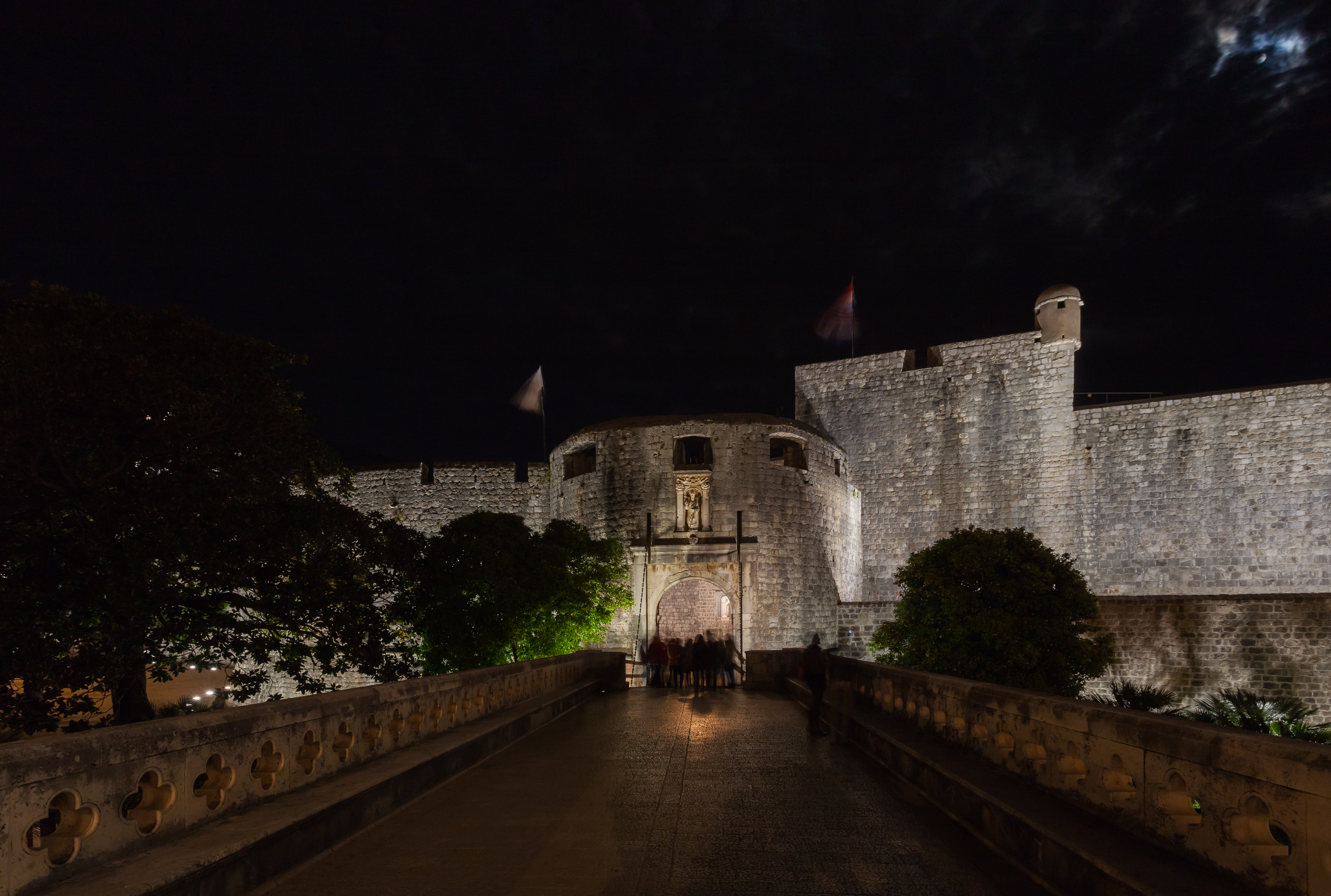
Complesso fortificato della Porta di Pile

La porta di Pile è un complesso ben fortificato costituito da più porte, difeso dal forte Bokar e dal fossato che correva attorno alla sezione esterna delle mura cittadine. All'ingresso della città vecchia, sul lato occidentale delle mura di cinta, si trova un ponte in pietra tra due archi gotici progettati dall'architetto Paskoje Miličević nel 1471. Quel ponte si collega ad un ponte levatoio in legno che può essere tirato su. Durante l'era repubblicana, il ponte levatoio in legno della porta di Pile veniva issato ogni notte nella cerimonia della consegna delle chiavi della città al reggente raguseo. Sopra l'arco della porta principale della città c'è una statua del patrono cittadino san Biagio, con un modello della città rinascimentale . Dopo aver superato l'originario ingresso gotico della porta di Pile è possibile raggiungere uno dei tre punti di accesso alle mura cittadine.

##### Porta di Ploče

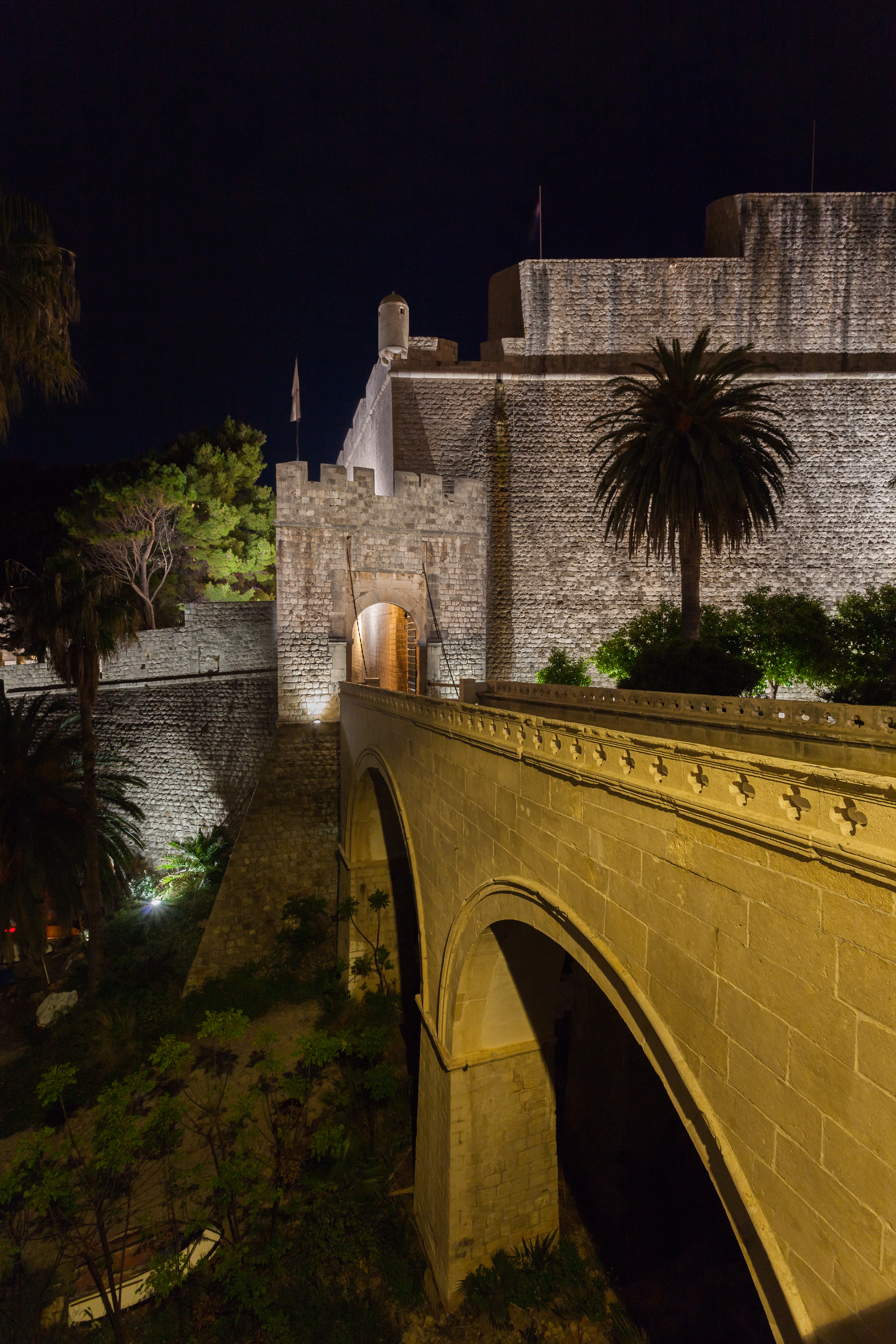
La Porta di Ploče, sul lato orientale delle mura di terra, costituisce il secondo ingresso principale alla città.

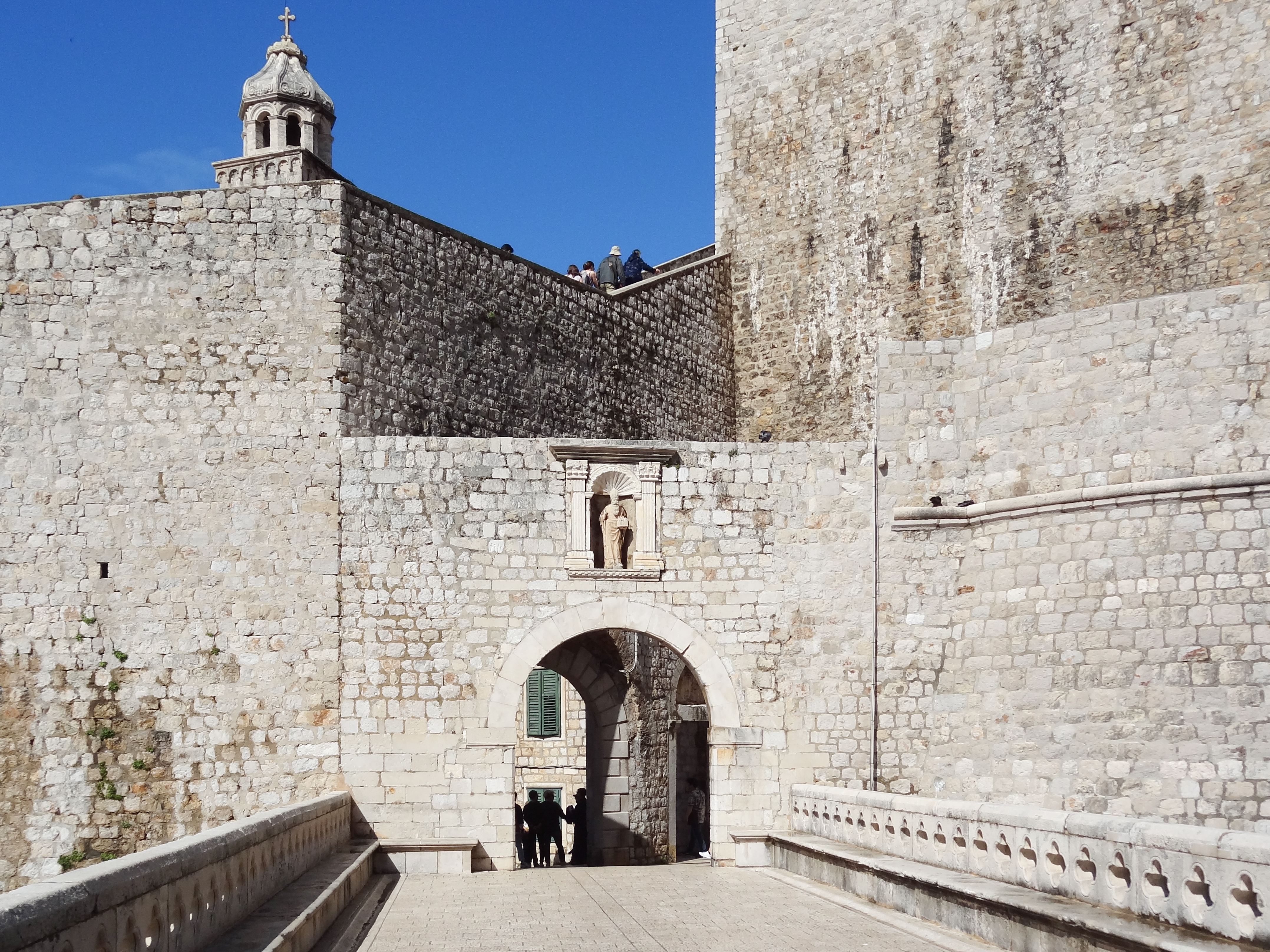
Parte interna della porta di Ploče

Sul lato orientale delle mura di terra si trova il secondo ingresso principale della città, la porta di Ploče. Questa porta è protetta dalla fortezza indipendente di Revelin, collegata da un ponte levatoio in legno e da un ponte in pietra a due campate che attraversa un fossato protettivo. La porta esterna di Ploče fu progettata e costruita dall'architetto Mihajlo Hranjac nel 1628, mentre i due ponti che conducono alla fortezza di Revelin furono costruiti nel XV secolo da Paskoje Miličević, autore dei ponti della porta di Pile. Oltre il ponte, come alla Porta di Pile, si trova la statua di San Biagio.

##### Porta di Buža
La porta di Buža (che significa "buco") si trova sul lato settentrionale delle mura di terra. Questa porta è relativamente nuova rispetto alle altre, poiché è stata costruita nei primi anni del 1900.

### Le mura marittime
La cinta muraria principale sul lato di Ragusa che si affaccia sul mare si estende dal forte Bokar a ovest fino alla Fortezza di San Giovanni a sud e alla Fortezza di Revelin sul lato terraferma. Queste pareti sono alte da 1,5 a 5 metri di spessore, a seconda della loro posizione e della loro importanza strategica. Lo scopo di queste mura era quello di difendere la città dagli attacchi via mare, in particolare dalla Repubblica di Venezia, che era spesso considerata una minaccia per la sicurezza di Ragusa.

### Il porto cittadino
Uno dei quartieri più antichi di Ragusa fu costruito attorno a un castello tardoantico in riva al mare sul sito della cattedrale preromanica e del Palazzo dei Rettori, circondando così il porto della città. Il porto fu progettato e costruito dall'ingegnere Paskoje Miličević alla fine del XV secolo.
La parte più importante del porto è costituita dai tre enormi archi (il quarto arco originale era murato) di un grande arsenale costruito alla fine del XII secolo e ampliato nella seconda metà del XV secolo. Il porto è anche il cantiere navale più antico della città ed è ancora in uso.
Porporela fu costruita nel 1873, accanto alla Fortezza di San Giovanni. Il molo di Kaše (diga frangiflutti) fu costruito nel 1485 su progetto di Paskoje Miličević per difendere il porto e proteggerlo dai venti e dalle onde provenienti da sudest. La diga foranea accorciò così la voluminosa catena del porto che di notte si estendeva dalla Fortezza di San Giovanni alla Torre di San Luca. Fu costruito con enormi blocchi di pietra posati su fondamenta di legno senza legante.

#### Porte
Nella zona del porto cittadino si aprivano due ingressi: la Porta del Ponte ("porto") e la Porta del mercato del pesce. L'intera disposizione delle strade di Ragusa, così come una serie di ampliamenti, era destinata a una comunicazione veloce ed efficace con i forti delle mura cittadine.

##### Porta del Ponte
Costruita nel 1476, la Porta del Ponte è situata a ovest del grande arsenale. La cinta muraria, costruita nello stesso periodo, conduce dalla porta alla Fortezza di San Giovanni. L'odierna strada Damjan Juda fu costruita nel XV secolo, una volta completato il sistema fognario.

##### La porta del mercato del pesce
La Porta del mercato del pesce, costruita nel 1381, si trova a est del grande arsenale. A breve distanza da essa si trovano i tre archi del piccolo arsenale del XV secolo, dove venivano riparate le imbarcazioni di piccole dimensioni. La vecchia torre di San Luca protegge il porto a est, e l'ingresso del porto è circondato e custodito dalla Fortezza di Revelin.

## Forti

### Forti dentro le mura
L'assedio di Costantinopoli del 1453 e la conquista della Bosnia ad opera degli ottomani spinsero i ragusei ad attuare urgenti misure difensive. L'architetto fiorentinoMichelozzo di Bartolomeo diresse i lavori per il miglioramento delle difese della città. Vennero costruiti e ampliati numerosi edifici di fondamentale importanza per la difesa di Ragusa.

#### Torre Minčeta

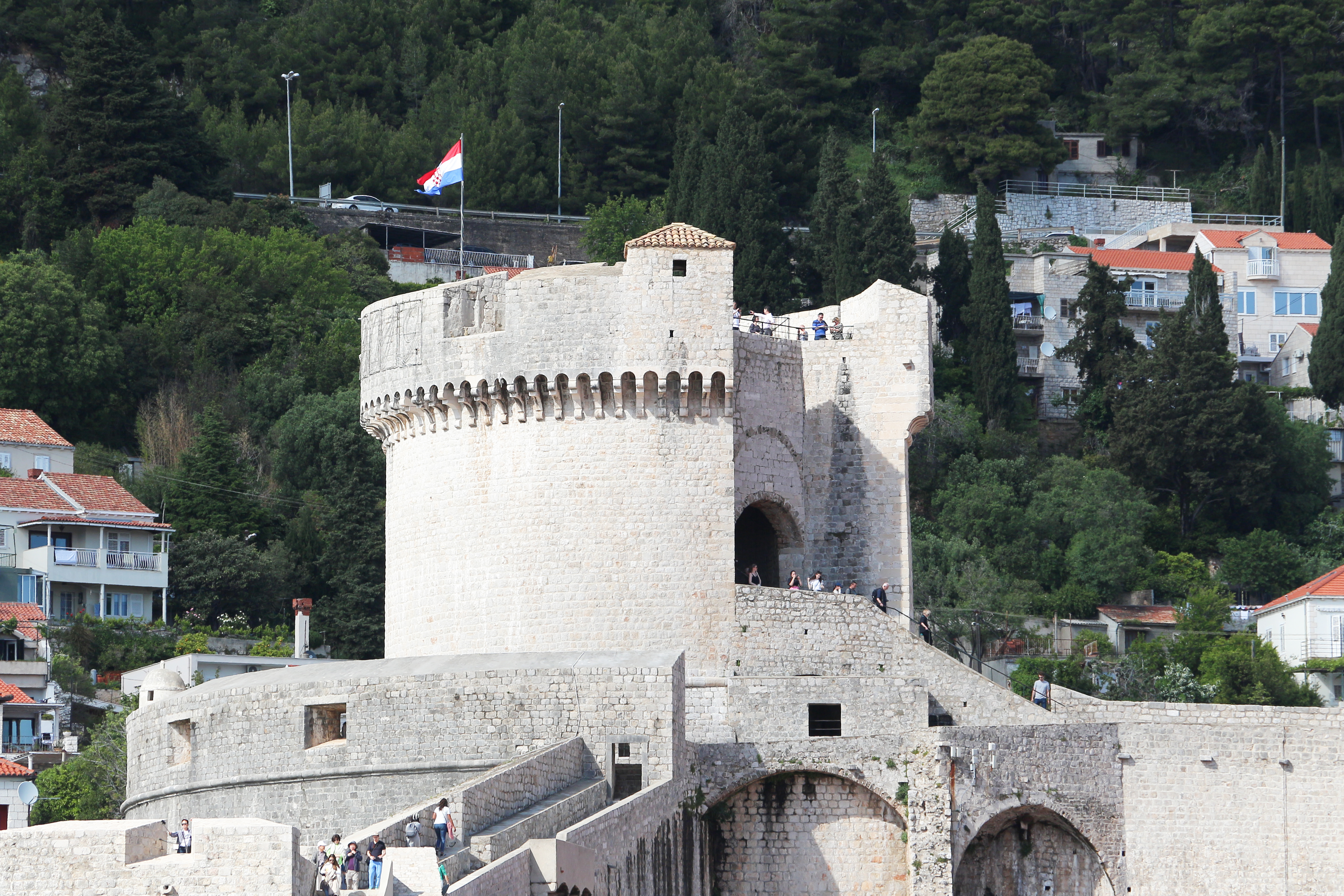
La torre Minčeta

La torre Minčeta fu costruita dal raguseo Nicifor Ranjina e da ingegneri italiani inviati da Papa Pio II nel 1463, al culmine della minaccia turca. Originariamente era una solida fortezza quadrangolare e oggi è il punto più prominente del sistema difensivo verso la terraferma. Il nome della torre deriva dal nome della famiglia Menčetić, proprietaria del terreno su cui fu costruita. Con la sua altezza e il suo volume imponente, la torre domina la parte alta nord-occidentale della città e le sue mura. A metà del XV secolo, attorno alla precedente fortezza quadrilatera, Michelozzo costruì una nuova torre circolare utilizzando nuove tecniche di guerra e la unì al nuovo sistema di controscarpe. Le mura della nuova torre, spesse 6 m, erano dotate di una serie di feritoie protette. L'architetto e scultore Giorgio di Matteo di Zara continuò i lavori sulla torre Minčeta, progettando e costruendo l'alta e stretta torre rotonda, mentre i merli furono aggiunti in seguito. La torre fu completata nel 1464 e divenne il simbolo dell'inespugnabilità di Ragusa.

#### Forte Bokar

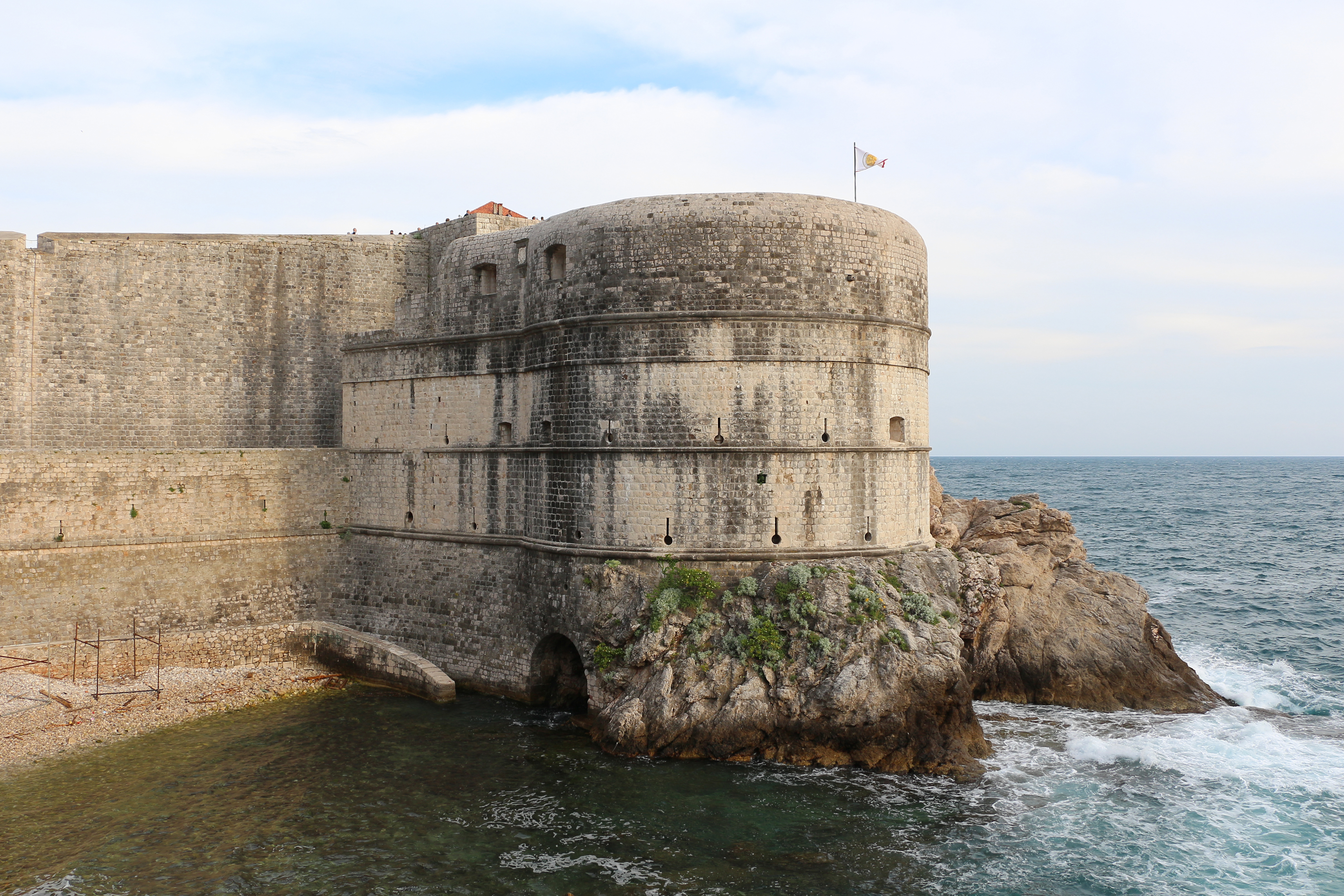
Il forte Bokar era il punto chiave nella difesa della Porta di Pile.

Il Forte Bokar, spesso chiamato Zvjezdan, è considerato uno degli esempi più belli di architettura fortificata. Costruito come fortezza a casamatta a due piani da Michelozzo tra il 1461 e il 1463, mentre venivano ricostruite le mura cittadine, si erge di fronte al paramento murario medievale, sporgendo nel vuoto quasi con tutto il suo volume cilindrico. Fu concepito come punto chiave nella difesa della Porta di Pile, l'ingresso fortificato occidentale della città. Dopo la Torre Minčeta, è il secondo punto chiave nella difesa dell'accesso terrestre occidentale alla città.

#### Fortezza di San Giovanni

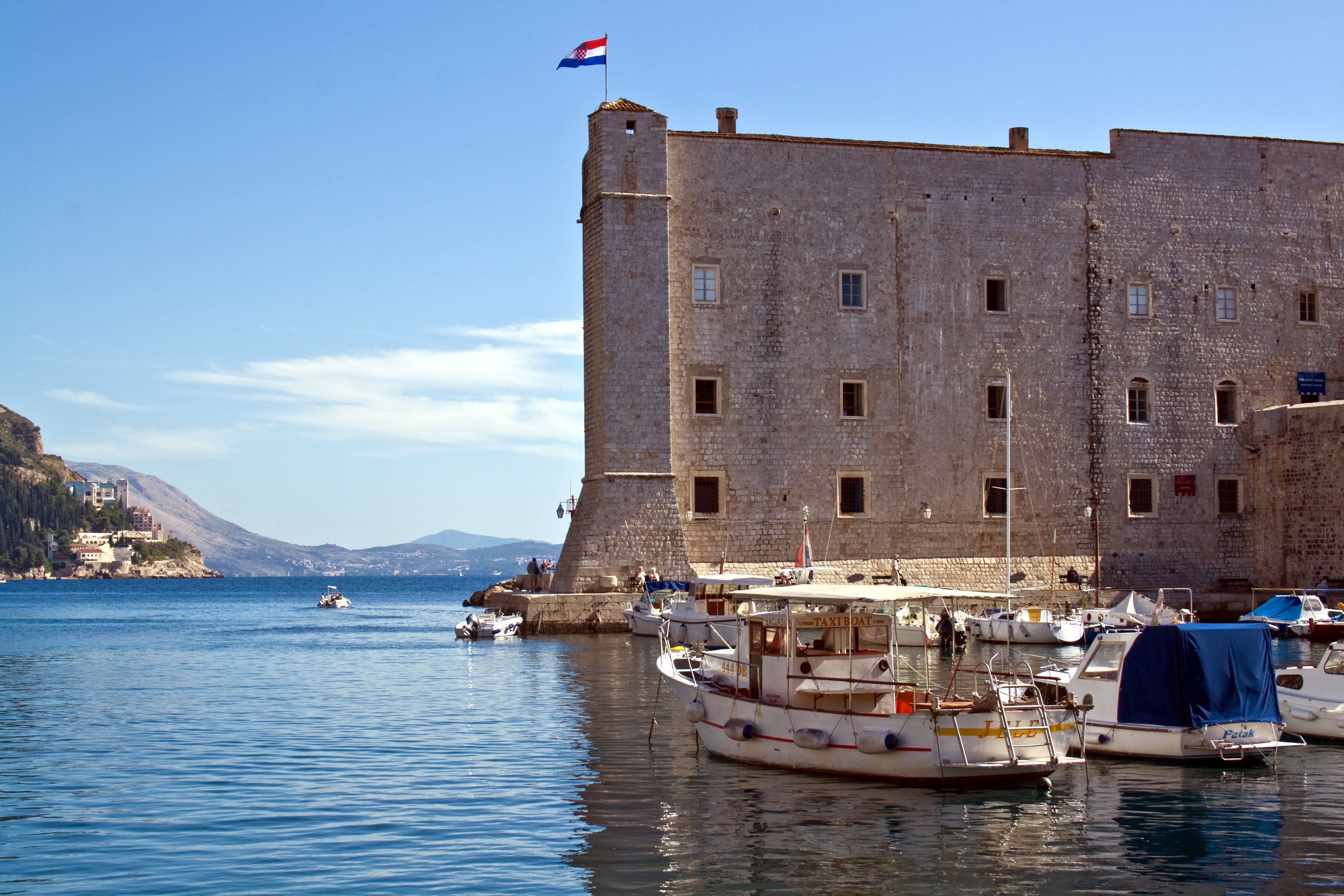
La fortezza di San Giovanni impediva alle navi nemiche di accedere al porto cittadino.

La fortezza di San Giovanniè un complesso monumentale situato sul lato sudorientale del vecchio porto della città, che ne controlla e protegge l'ingresso. La prima versione della fortezza fu costruita a metà del XIV secolo, ma nel corso del XV e XVI secolo subì diverse modifiche. Questa fortezza impediva l'accesso ai pirati e ad altre navi nemiche. Sempre cauti al primo segno di pericolo, gli abitanti di Ragusa erano soliti chiudere l'ingresso del porto con pesanti catene tese tra la Fortezza di San Giovanni e il molo di Kaše, e muravano anche tutti gli accessi al grande arsenale.
Oggi la fortezza ospita al piano terra un acquario con pesci provenienti da varie parti del Mare Adriatico. Ai piani superiori si trovano il museo etnografico e marittimo e la sezione di tecniche di navigazione.

### Forti distaccati

#### Fortezza di Revelin

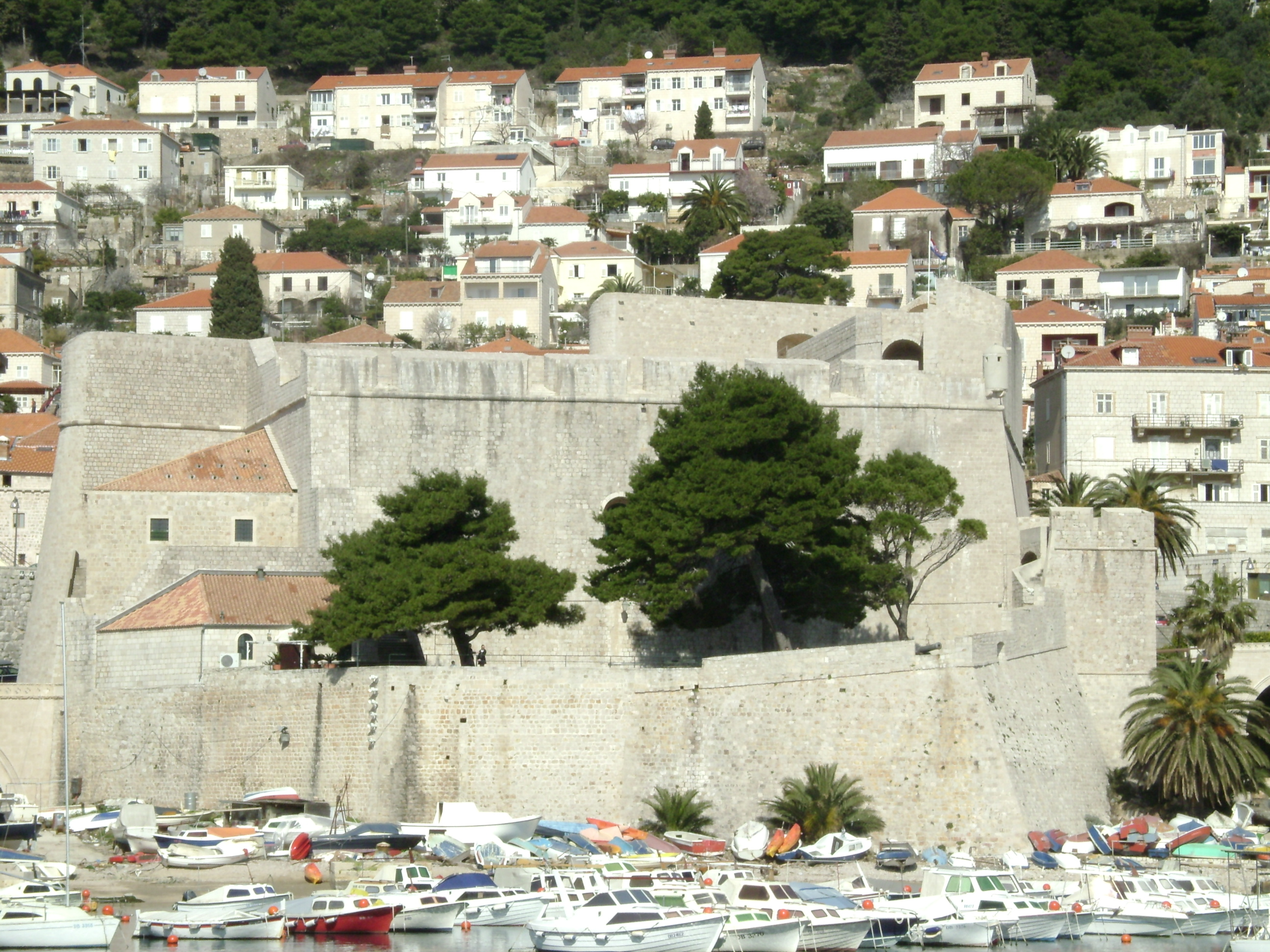
La fortezza di Revelin

Nel periodo dell'inequivocabile minaccia turca e della caduta della Bosnia, nel 1462 fu costruita a est della città una fortezza distaccata che forniva ulteriore protezione all'accesso via terra alla Porta Ploče orientale. Il nome Revelin deriva da rivellino, termine dell'architettura militare che indica un'opera costruita di fronte alla porta della città per meglio proteggersi dagli attacchi nemici. Il pericolo di un assalto veneziano aumentò improvvisamente ai tempi della prima Lega Santa e fu necessario rafforzare questo punto vulnerabile delle fortificazioni cittadine. Il Senato assunse Antonio Ferramolino, esperto costruttore di fortezze al servizio dell'ammiraglio spagnolo Doria, amico fidato della Repubblica. Nel 1538 il Senato approvò i suoi progetti per la nuova Fortezza di Revelin. Ci vollero 11 anni per costruirla, e durante quel periodo tutti gli altri lavori di costruzione nella città si fermarono per poter terminare questa fortezza il prima possibile.
Quella di Revelin divenne la più solida delle fortezze cittadine, proteggendo l'accesso via terra orientale alla città. Ha la forma di un quadrilatero irregolare, con un lato che discende verso il mare, mentre l'altro è protetto da un profondo fossato. Un ponte attraversa il fossato protettivo e lo collega alla Porta Ploče, mentre un altro ponte lo collega al sobborgo orientale. I lavori di costruzione furono eseguiti in modo così perfetto che il devastante terremoto del 1667 non ne danneggiò la struttura. Diviso al suo interno in tre grandi sale a volta, la fortezza di Revelin divenne il centro amministrativo della Repubblica.

#### Fortezza di San Lorenzo

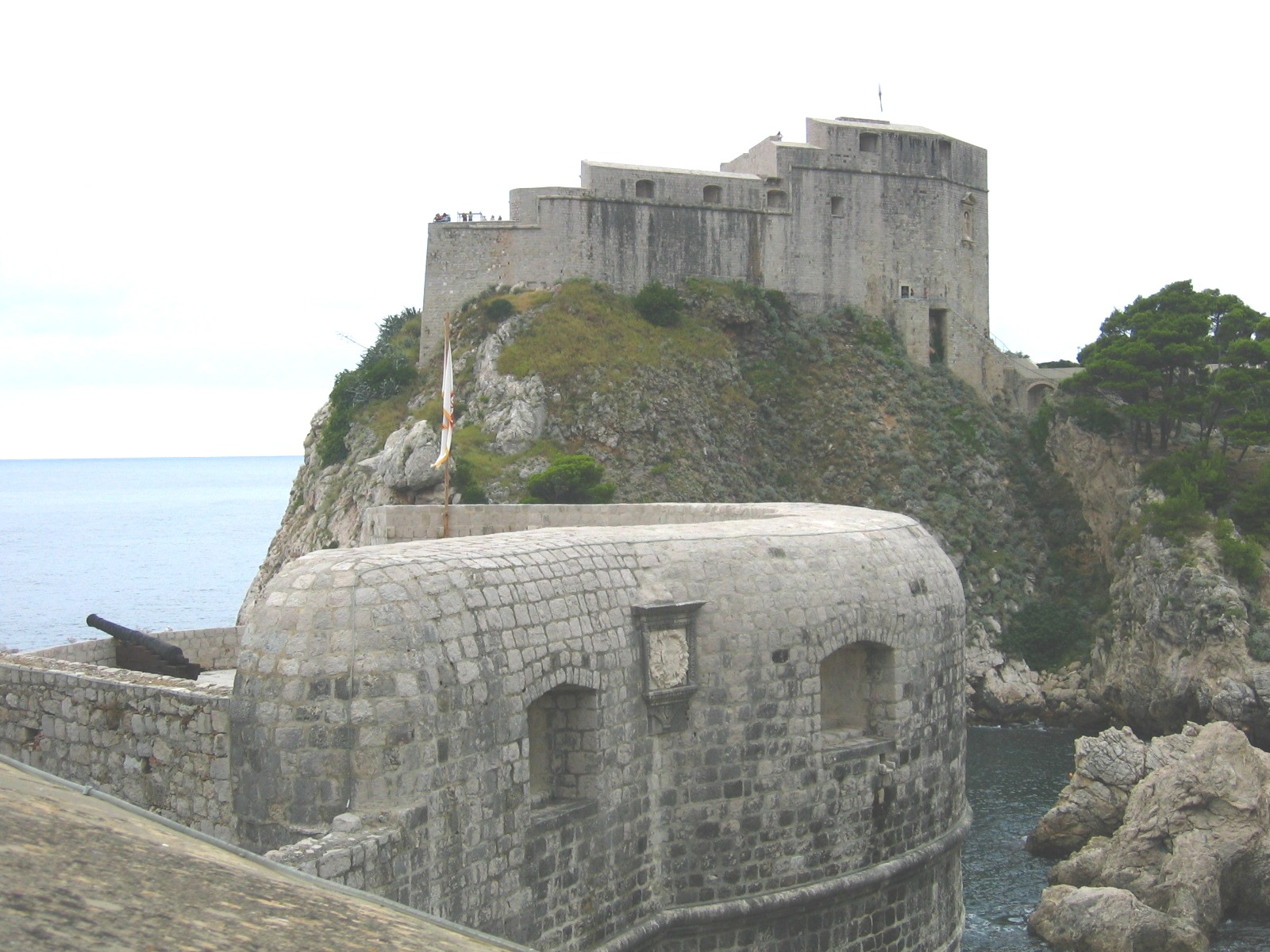
Le mura della Fortezza di San Lorenzo esposte al fuoco nemico sono alte quasi di spessore.

La Fortezza di San Lorenzo, spesso chiamata la Gibilterra di Ragusa, si trova fuori dalle mura occidentali della città, a 37 metri (121 ft) sopra il livello del mare. Ha una corte quadrilatera con possenti arcate e, poiché la sua altezza è irregolare, presenta 3 terrazze con possenti parapetti, di cui la più ampia è rivolta a sud, verso il mare. La fortezza era difeso con 10 grandi cannoni, il più grande e famoso dei quali era chiamato "lucertola" (Gušter). Le mura esposte al fuoco nemico hanno quasi 12 metri di spessore, ma la grande superficie del muro rivolta verso la città non supera i 60 centimetri. Due ponti levatoi conducono alla fortezza, dove è presente la scritta Non Bene Pro Toto Libertas Venditur Auro (La libertà non si vende per tutti i tesori del mondo). sopra la porta. Per garantire la lealtà, le truppe della Fortezza di San Lorenzo venivano cambiate ogni 30 giorni, e venivano garantiti loro solo 30 giorni di razioni. Secondo i vecchi manoscritti, la fortezza fu costruita in soli tre mesi.

## Fortificazioni attorno a Ragusa

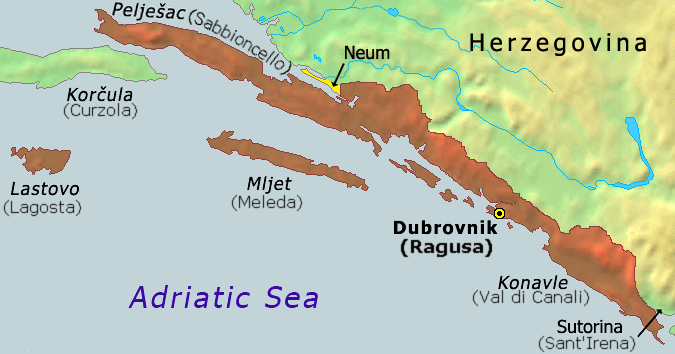
Lungo i confini della Repubblica vennero costruite le fortificazioni fuori città.

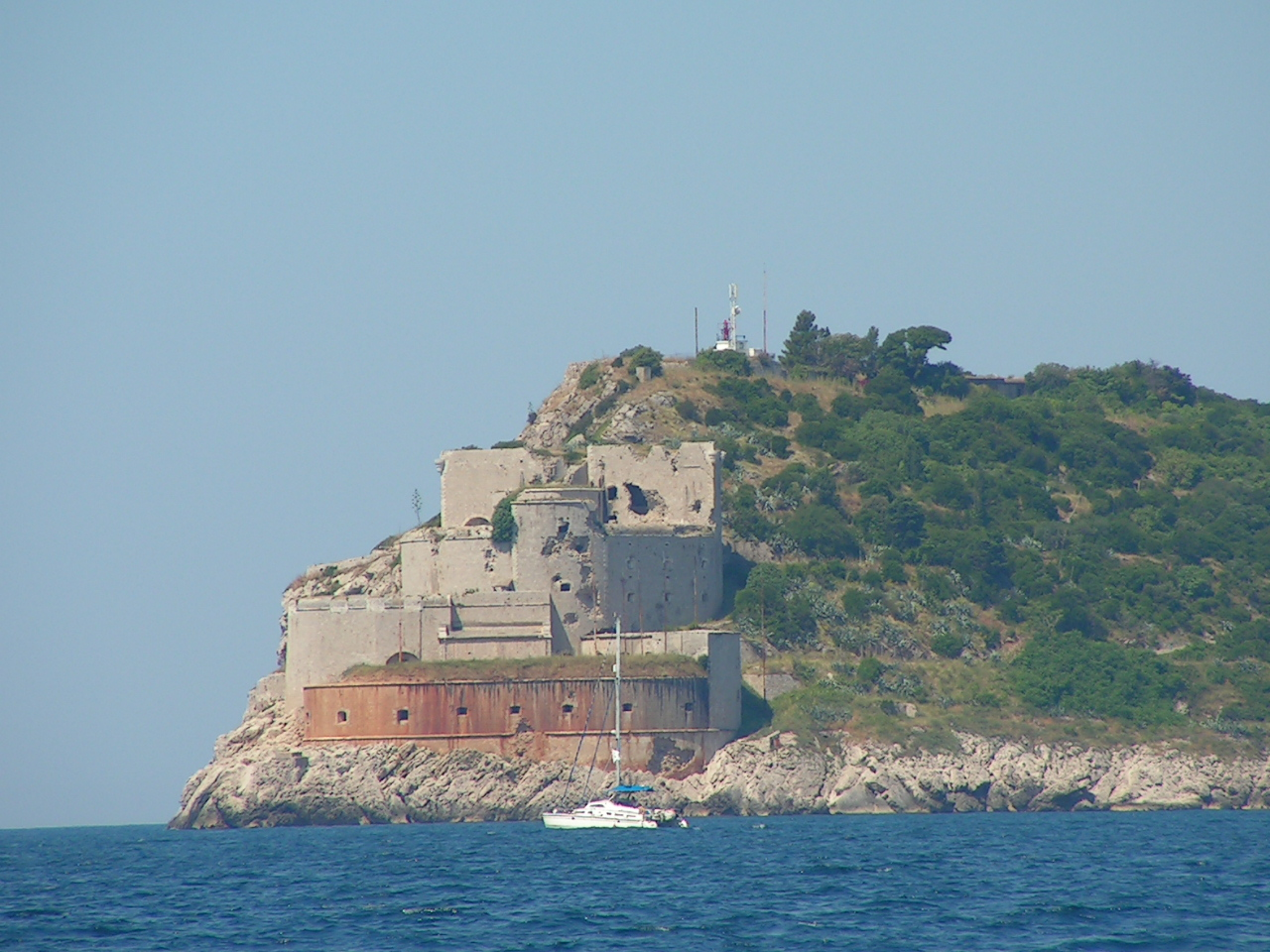
La fortezza di Prevlaka, risalente al XIX secolo, fu costruita come parte del sistema di fortificazione della baia di Cattaro.

### Mura di Stagno
Le mura di Stagno sono originariamente una serie di mura difensive in pietra lunghe più di 7 chilometri (4,3 mi). Nonostante le sue piccole dimensioni, la ben protetta Repubblica di Ragusa decise di utilizzare Sabbioncello per costruire un'altra linea di difesa.
Queste mura formano un pentagono e furono completate nel XV secolo insieme ad altre 40 torri e 5 fortezze. Il "muro" aveva lo scopo di proteggere le preziose saline che contribuivano in larga misura alla ricchezza di Ragusa.

### Fortezza di Sokol
La fortezza di Sokol era una delle più grandi e importanti del territorio della Repubblica di Ragusa, grazie alla sua posizione nella regione montuosa vicino all'entroterra bosniaco. Fu edificata sul sito di precedenti fortificazioni illiriche e successive romane, come testimoniano i resti di ceramiche e mattoni di quell'epoca rinvenuti nelle sue mura. Nel 1391 i fratelli Sanković, a quel tempo governatori di Canali, concessero alla Repubblica di Ragusa piena autorità sulla Fortezza di Sokol, mentre essa passò definitivamente sotto il possesso della repubblica solo nel 1423.
Per la sua importanza strategica, la Repubblica di Ragusa investì costantemente nella manutenzione della fortezza, che conteneva una cisterna, una polveriera, cantine per il vino e per il cibo, garitte, caserme militari ed edifici di rifugio per ospitare i profughi dei villaggi vicini in caso di guerra.

### Fortezza imperiale
La fortezza imperiale si trova sulla cima del monte Sergio, appena sopra la città di Ragusa. Fu costruita durante il periodo delle Province Illiriche nel 1806 dal maresciallo Marmont, detto l'Imperiale, in onore dell'imperatore Napoleone. La fortezza era strategicamente importante per difendere il lato settentrionale della città.

### Fortezza di Prevlaka
Questa fortezza si trova a Ponta Oštro, all'estremità della penisola di Prevlaka. Fu costruita a metà del XIX secolo, tra il 1856 e il 1862, come parte del sistema di fortificazione delle Bocche di Cattaro, all'epoca parte del Regno di Dalmazia. Per la sua monumentalità e la sua struttura unica, rappresenta un esempio eccezionale di architettura militare del suo tempo. Oggi la fortezza è inutilizzata ed è stata gravemente danneggiata da vari episodi avvenuti nel corso della storia.